# Energiya (satellite)
Energiya è il nome di due satelliti artificiali lanciati dall'Unione Sovietica negli anni settanta. Si trattava di satelliti scientifici, ideati per lo studio dei raggi cosmici e dei micrometeoriti nello Spazio vicino alla Terra.
Dal punto di vista tecnico, questi satelliti avevano un peso al lancio di 5 886 kg, di cui 1 200 costituiti dal carico utile. La carrozza era del tipo dei satelliti da osservazione Zenit (che a sua volta era derivata da quella delle navicelle Vostok).
Una delle due missioni venne effettuata nell'ambito del programma Intercosmos, mentre l'altra fu classificata come una normale missione Kosmos.
- Intercosmos 6. Venne lanciato il 7 aprile 1972 dal cosmodromo di Bajkonur con un lanciatore Voskhod. Rientrò in atmosfera terrestre l'11 dello stesso mese. I dati orbitali erano: apogeo 326 km, perigeo 203 km, inclinazione di 51,8 gradi ed un periodo orbitale di 89,8 minuti.
- Kosmos 1026. Fu lanciato il 2 luglio 1978 da un lanciatore Soyuz-U, sempre da Baikonur. Rientrò in atmosfera il 6 luglio. I dati oritali erano: apogeo 247 km, perigeo 212, inclinazione 51,7 gradi e periodo 89 minuti.